# Бючвіль-Гантершвіль
Бючвіль-Гантершвіль (нім. Bütschwil-Ganterschwil) — громада  в Швейцарії в кантоні Санкт-Галлен, виборчий округ Тоггенбург.

## Географія
Громада розташована на відстані близько 135 км на схід від Берна, 25 км на захід від Санкт-Галлена.
Бючвіль-Гантершвіль має площу 21,8 км², з яких на 11,1% дозволяється будівництво (житлове та будівництво доріг), 64,9% використовуються в сільськогосподарських цілях, 21,6% зайнято лісами, 2,4% не є продуктивними (річки, льодовики або гори).

## Демографія
2019 року в громаді мешкало 4987 осіб (+8,2% порівняно з 2010 роком), іноземців було 15,3%. Густота населення становила 228 осіб/км².
За віковим діапазоном населення розподілялося таким чином: 22,4% — особи молодші 20 років, 60% — особи у віці 20—64 років, 17,7% — особи у віці 65 років та старші. Було 2024 помешкань (у середньому 2,4 особи в помешканні).
Із загальної кількості 2524 працюючих 236 було зайнятих в первинному секторі, 870 — в обробній промисловості, 1418 — в галузі послуг.